# Belalcázar
Belalcázar – gmina w Hiszpanii, w prowincji Kordoba, w Andaluzji, o powierzchni 355,99 km². W 2011 roku gmina liczyła 3486 mieszkańców.